# Fakulta informačních technologií Vysokého učení technického v Brně
Fakulta informačních technologií (FIT) je jedna z osmi fakult Vysokého učení technického v Brně. Vznikla rozdělením Fakulty elektrotechniky a informatiky (FEI) na FIT a Fakultu elektrotechniky a komunikačních technologií (FEKT) k 1. lednu 2002.
Jejím děkanem je od roku 2024 Petr Hanáček.

## Historie
Již v roce 1964 vznikla na Fakultě elektrotechnické Katedra samočinných počítačů. Z ní postupem času vznikl Ústav informatiky a výpočetní techniky, který byl v roce 2002 transformován na samostatnou Fakultu informačních technologií.
Kampus FIT se nachází v Králově Poli v areálu bývalého kartuziánského kláštera a na území bývalého velkostatku.

## Členění
Součástí fakulty jsou čtyři ústavy:
- Ústav počítačových systémů
- Ústav informačních systémů
- Ústav inteligentních systémů
- Ústav počítačové grafiky a multimédií

Další součástí je Výzkumné centrum informačních technologií, které bylo vystavěno v rámci projektu Centra excelence IT4Innovations.

## Studium
Fakulta nabízí dva základní stupně studia – tříletý bakalářský a navazující dvouletý magisterský studijní program. Třetím stupněm je čtyřletý doktorský studijní program.

### Bakalářský studijní program
V programu s názvem Informační technologie je možno studovat jediný stejnojmenný studijní obor. Fakulta přijímá ročně okolo 850 studentů. Absolventi získají titul bakalář. Za dobu studia je třeba získat 180 kreditů v povinných i volitelných předmětech. Studium je zakončeno obhájením bakalářské práce a složením státní závěrečné zkoušky.

### Magisterský studijní program
V magisterském programu Informační technologie jsou v akademickém roce 2023/2024 otevřeny následující specializace:
- Bioinformatika a biocomputing
- Informační systémy a databáze
- Inteligentní systémy
- Inteligentní zařízení
- Kyberfyzikální systémy
- Kybernetická bezpečnost
- Matematické metody
- Počítačová grafika a interakce
- Počítačové sítě
- Počítačové vidění
- Softwarové inženýrství
- Strojové učení
- Superpočítání
- Verifikace a testování software
- Vestavěné systémy
- Vývoj aplikací
- Zpracování zvuku, řeči a přirozeného jazyka

Ročně je přijímáno okolo 350 studentů. Absolventi získají titul inženýr. Za dobu studia je třeba získat 120 kreditů. Studium je zakončeno obhájením diplomové práce a složením státní závěrečné zkoušky.

### Doktorský studijní program
V programu Výpočetní technika a informatika je otevřen taktéž pouze jediný stejnojmenný obor. Absolventi získají titul Ph.D. Studium je zakončeno složením státní zkoušky a obhájením disertační práce.

## Výuka
Pro studenty je k dispozici online přenos a záznam přednášek.
V roce 2005 se fakulta připojila k programu Cisco Network Akademie (NetAcad). Volitelné kurzy CCNA (Cisco Certified Network Associate) jsou součástí bakalářského studia programu. Jako oborově volitelné jsou na FIT vyučovány také kurzy CCNP (Cisco Certified Network Professional).

## Konference, akce, semináře
Na půdě fakulty se každoročně pořádají konference OpenAlt (dříve LinuxAlt) a DevConf.cz zaměřené na Linux a svobodný software, MS Fest (nyní WUG Days) zaměřená na platformu Windows, nekomerční konference z oblasti bezpečnosti informačních technologií Security Session a také poslední ročníky otevřených konferencí a workshopů Barcamp v Brně. Do roku 2014 pořádala FIT spolu s Fakultou elektrotechniky a komunikačních technologií soutěž Student EEICT určenou pro studenty středních škol, bakalářského, magisterského a doktorského studia. Od roku 2015 je EEICT nahrazena studentskou konferencí Excel@FIT. Se svými průmyslovými partnery pořádá fakulta odborné semináře, jejichž cílem je představit aktuální problémy řešené v IT průmyslu.
Fakulta také hostuje zvané přednášky výzkumníků z různých oborů. Například VGS-IT je série zvaných přednášek z oblasti počítačového vidění, grafiky a řeči.
Na konci letních prázdnin pořádá FIT pro žačky základních a studentky středních škol Letní počítačovou školu. V jejím průběhu se dívky seznámí se zajímavými oblastmi IT, například základy programování, fotografií a tvorbou profesionálních dokumentů.
U příležitosti 10. výročí vzniku fakulty bylo na FIT vytvořeno muzeum výpočetní techniky. V muzeu se nyní nachází téměř padesát různých počítačů, asi třicítka dobových periferních zařízení a dalších asi 60 drobných exponátů.
Veřejnosti jsou sbírky přístupné ve spojení s akcemi, pořádanými pro veřejnost fakultou.
Mezi další akce, kterých se fakulta každoročně účastní, patří Noc vědců, Girls Day nebo Erbovní slavnosti Králova Pole.
Dění na fakultě je možno sledovat na několika sociálních sítích.

## Galerie

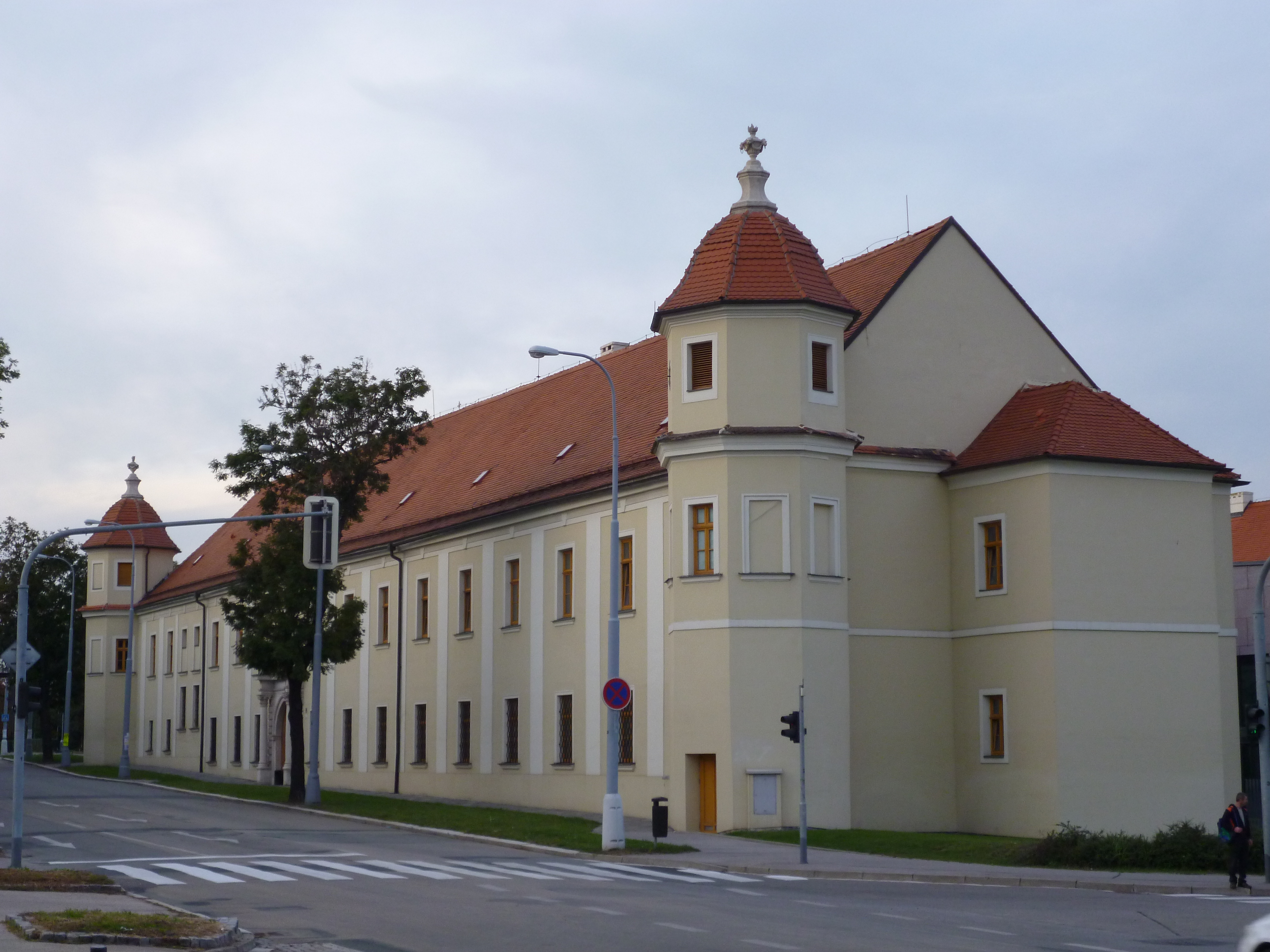
Budova bývalého kláštera
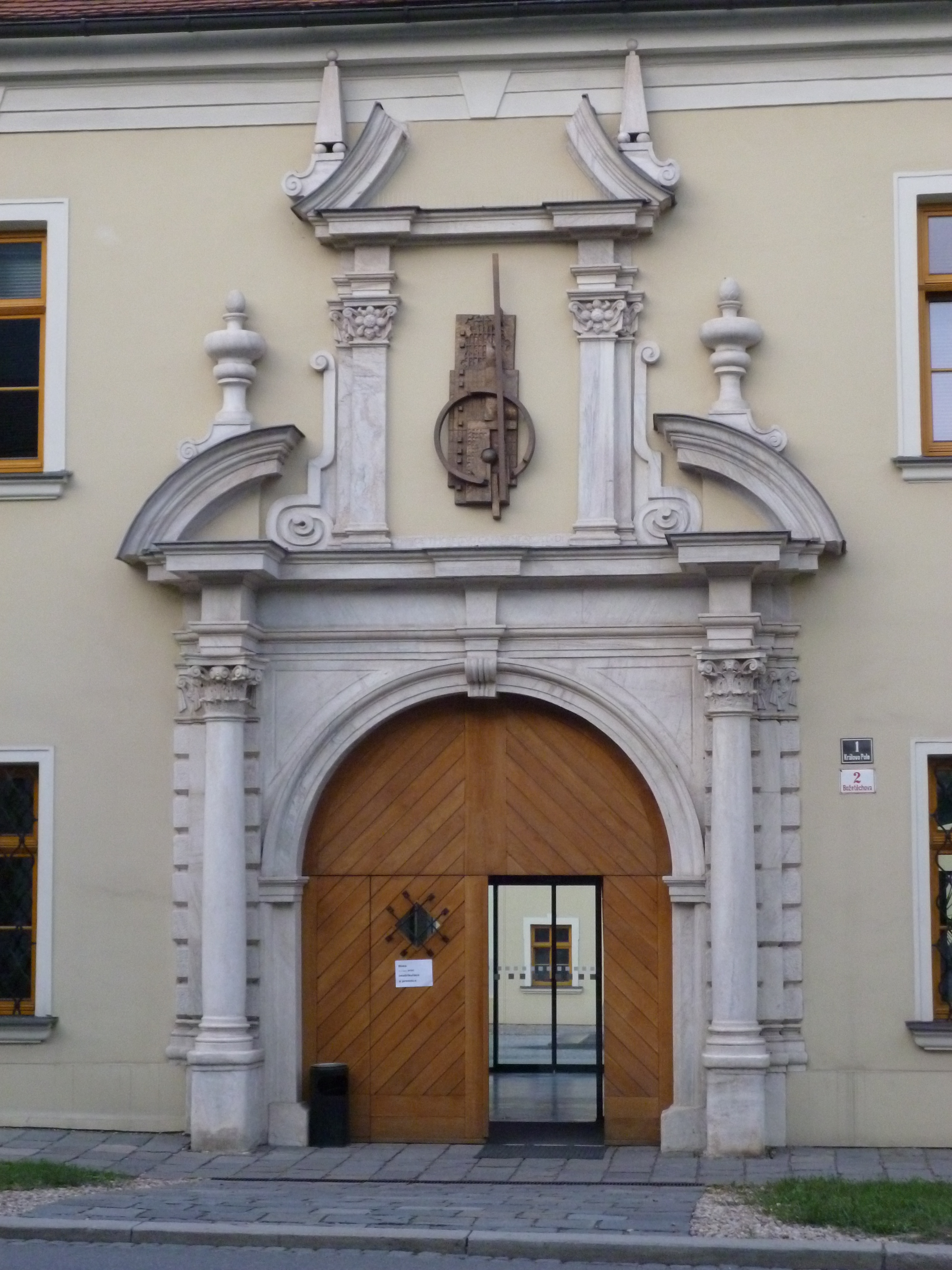
Vstupní brána do historického areálu kláštera
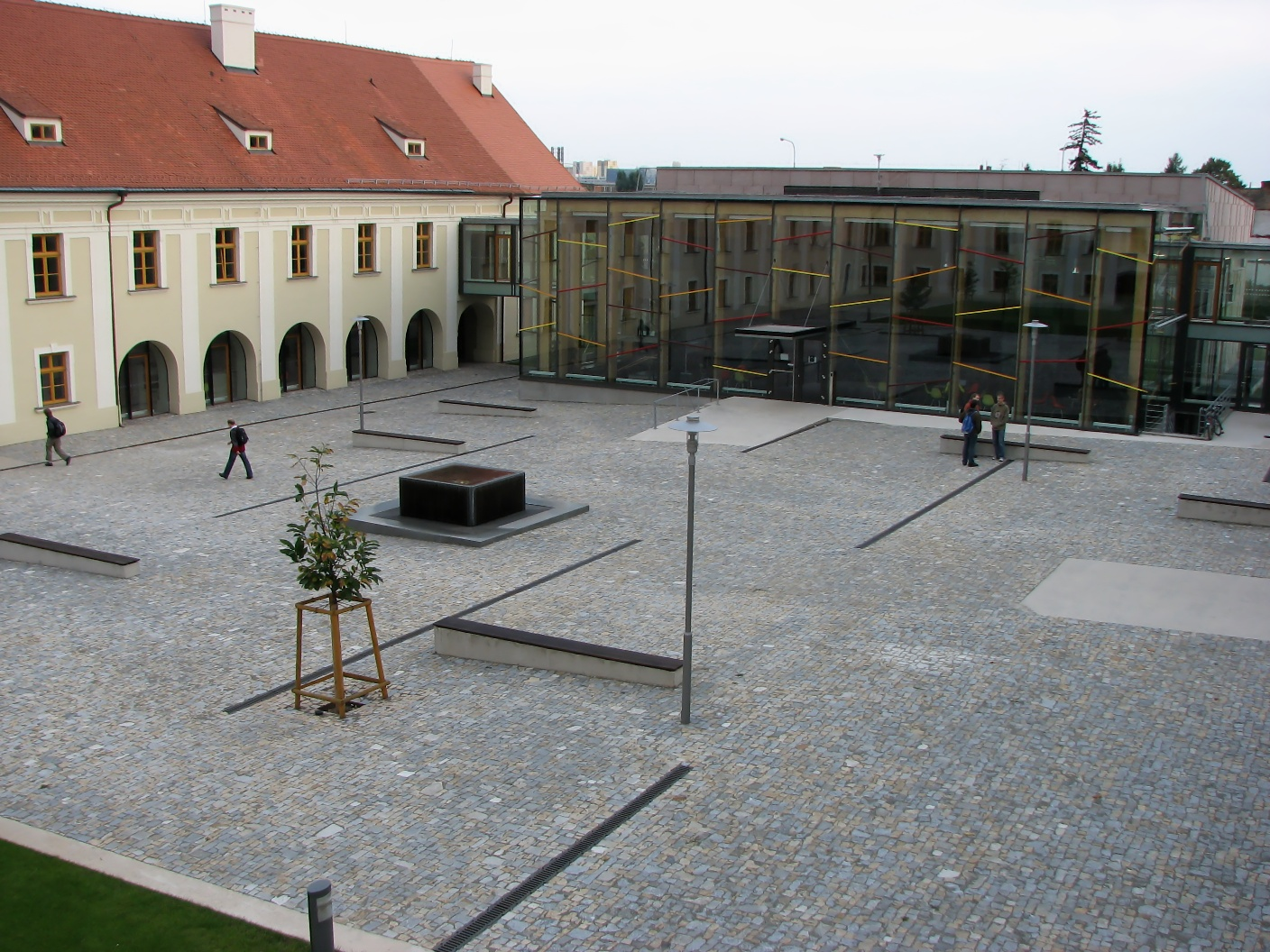
Nádvoří historického areálu a nový posluchárenský komplex
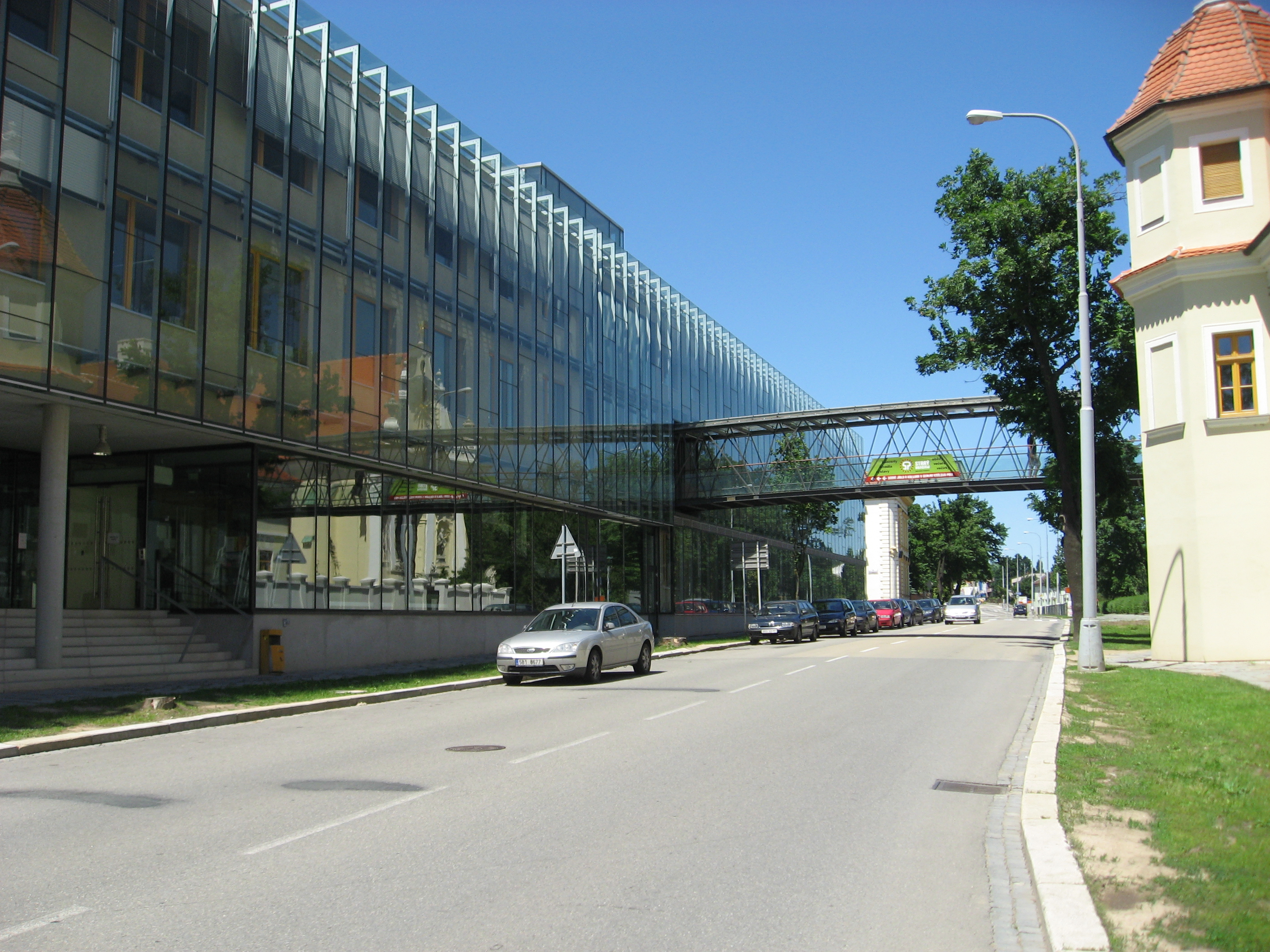
Lávka spojující historickou část s novou částí vystavěnou v letech 2004–2006
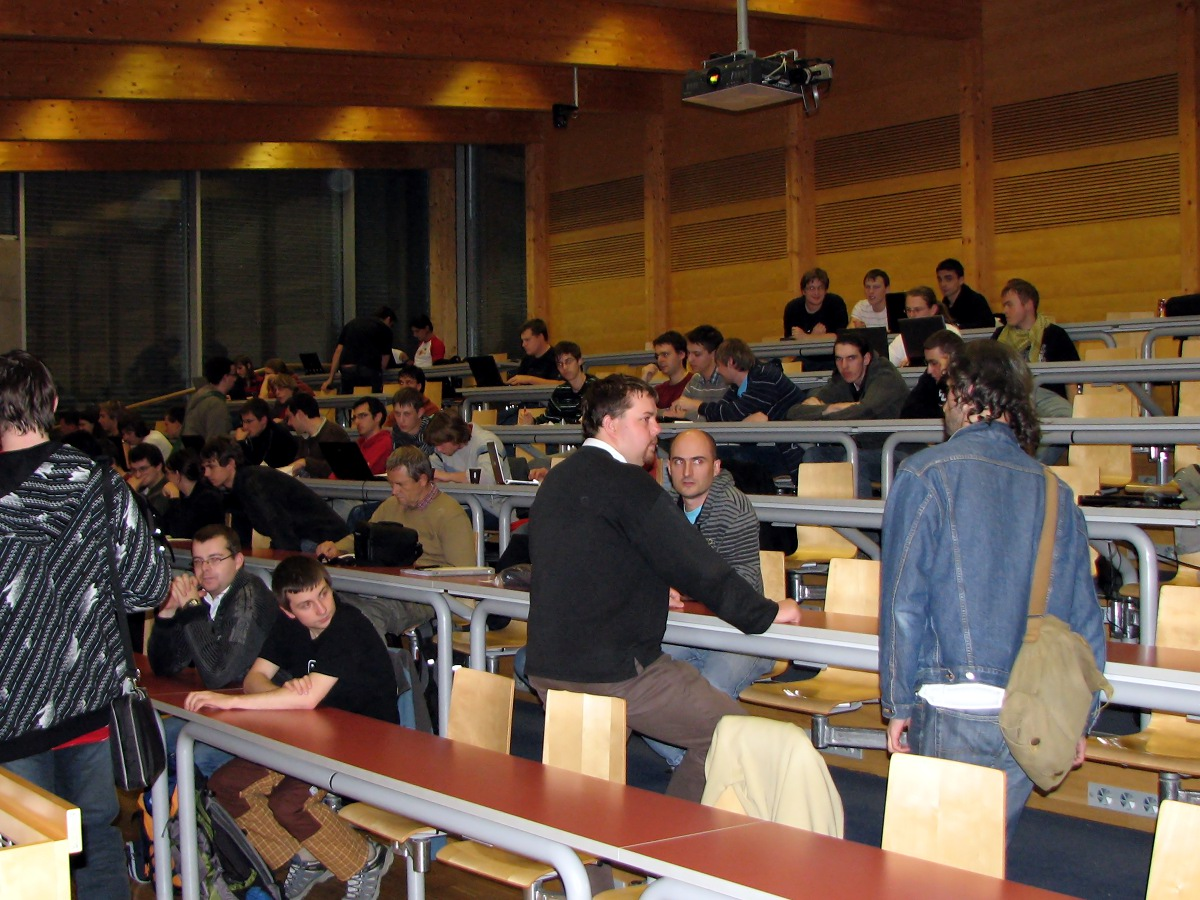
Pohled do jedné z poslucháren v novém posluchárenském komplexu